# Bolešiny
Bolešiny település Csehországban, a Klatovyi járásban. Bolešiny Předslav, Plánice, Ostřetice, Klatovy, Obytce és Myslovice településekkel határos. Lakosainak száma 785 fő (2024. január 1.).

## Népesség
A település lakosságának változását az alábbi diagram mutatja:
| Lakosok száma | 1337 | 1206 | 1199 | 793  | 653  | 615  | 782  | 772  | 761  | 785  |
|               | 1869 | 1890 | 1921 | 1950 | 1980 | 2001 | 2017 | 2019 | 2022 | 2024 |